# Matt Sassari
Matt Sassari (* 8. März 1992 in Marseille; eigentlich Matthieu Piacentile) ist ein französischer Techno-DJ und Musikproduzent.

## Leben
Matt Sassari wurde 1992 in Marseille geboren, wo er auch aufwuchs. Mit 14 Jahren wollte er Profi-Fußballer werden. Während einer Ausbildung in der Football Academy besuchte er seinen ersten Club und war direkt von elektronischer Musik fasziniert. Er begann selbst zu produzieren und lernte auf einen Ableton Live zu programmieren. Seine Musik schickte er zu Labeln wie Potobolo Records und Deeperfect. Seine ersten Songs landeten in den Charts von Beatport. Auf Intec Digital von Carl Cox veröffentlichte er 2016 die erfolgreiche EP Fired Up. Dies führte zu einem Remix von La La Land von Green Velvet. In der Folge arbeitete er unter anderem mit Adam Beyer, Dubfire und Patrik Berg zusammen.
Unter anderem trat er auf dem Wonderland Festival in Thailand, dem We Are Techno in Uruguay, dem Terraza in Griechenland und dem Awakenings Festival in den Niederlanden auf. 2019 wurde er Resident-DJ im Tanzhaus West in Frankfurt. In Deutschland erreichte sein Song Give It to Me Platz 30 der Single-Charts. Das Lied ist eine offizielle Adaption von Timbalands gleichnamigen Song, den dieser mit Justin Timberlake und Nelly Furtado aufnahm.

## Diskografie

### EPs
| - 2012: Soma (mit Spencer K) (Time Has Changed Records) - 2013: Mr. Cheek EP (Local Music) - 2013: Wheel Konstanu EP (Potobolo Records) - 2014: Ostende (mit Stephen Macias & Vigure) (Rusted Records) - 2014: Creaking - 2014: Polyethers EP (Comade Music) - 2014: Duc de Sagan EP (Dee-P-erfect) - 2014: Sonar EP (Bitten) - 2014: Panic EP (Waveform Records) - 2014: The Presidents EP (mit Tony Dee) (Monique Music) - 2014: Talleyrand EP (Tronic) - 2014: Apaneka EP (mit Matt Mor) (Seonso Sounds) - 2014: Comp Knee EP - 2014: Eisenheim EP (mit Ante Ujevic) (Alleanza) - 2015: Ayahu (mit Ant Brooks) (Bitten) - 2015: Montarjan (Blouq Records) - 2015: Phunky Cheet EP (Dee-P-erfect) - 2015: Dephect EP - 2015: Cookers EP - 2016: Within to Me EP (Dee-P-erfect) - 2016: Drum Pills (Bouq Records) - 2016: Excelsior (Relief Records) - 2016: Trouble EP (mit Dario Di Mauro & Mario Píu) (Back Records) - 2016: Ipon EP | - 2016: Black Day E.P. (mit Gaston Zani) (Bitten) - 2016: Nikka EP - 2016: Fluti Kouati EP - 2017: Phantom EP (Tronic) - 2017: Harry Loser EP - 2017: Majik EP - 2017: Jubilee EP - 2017: I Like It EP (mit D-Unity) - 2017: Rolling EP - 2017: Brigade Mordor EP - 2018: Prank Det (feat. Clio) (Kling klong) - 2018: La Queen (Stereo Productions) - 2018: Ameno EP (Phobiq Recordings) - 2018: Seigneur Gondor EP - 2018: Dust EP (Transmit Recordings) - 2018: Pig Tails EP (mit Jickow) - 2018: Speshial EP - 2018: Nervosity (mit Patrik Berg) - 2019: Groove Vox (mit DJ Boris) - 2019: Cilene EP (mit Oscar L) - 2020: Crack Body - 2020: Soldier - 2020: Clap Poutine |

### Singles
| - 2012: Animals / Box (mit Fernando Guzman) - 2012: Holly Bracken / Noort Zee - 2012: Troll Chimes - 2012: Redeem - 2013: Unbleached - 2013: Boyd Lagune / Babbo Napalm - 2014: Aries (mit Enrico Sangiuliano) - 2014: Issuly - 2014: Act - 2014: Circu Phage - 2014: Brewed the Cash - 2014: Lone Your Cost (mit Raffaele Riz) - 2014: Razbuit - 2014: Get Nippon (mit Gray Pufman & Dahomey) - 2015: Loqi - 2015: Shoog Woo - 2015: Disto - 2015: Barglom - 2015: Master Blaster - 2016: Breath - 2016: Port Caol - 2016: Jon Second - 2016: Junk Modul - 2016: Sinequanone Doge Egmont - 2016: Isuly (mit Spencer K) - 2016: Fired Up - 2016: Don Freeze Up! | - 2016: Eyes on Me (feat. Juliet Fox) - 2016: Sauron - 2017: Jackson - 2017: Foorewer - 2017: Prison Song - 2017: Running - 2017: Fono - 2017: Dramaturge - 2017: Hit the Ground / Shiva (mit Loco & Jam) - 2018: Leroy - 2019: Dica (mit Umek) - 2019: Waitin’ - 2019: Your Body - 2019: Put a Record On - 2020: Pulsif - 2021: Shake That - 2021: House Before It Was Techno - 2021: Give It to Me - 2021: Honda - 2021: Lost the Nation - 2022: Goi - 2022: Summer Jam - 2022: Showing Off (feat. Cosoco) - 2022: The Voodoo Babe (feat. Chrstphr) - 2022: Dance or Die (mit Green Velvet) - 2022: Boom Boom (feat. Chrstphr) - 2022: Step To |

### Gastbeiträge
- 2018: Patrik Berg – Discovery

### Remixes
- 2014: G-Man – Planet Rock
- 2018: Kaiser Souzai – Amun Re (auf der EP Ancient Tales)
- 2018: Popof – Alcolic
- 2019: Robbie Doherty & Keees – Pour the Milk
- 2021: Adam De Maaral – Bracing
- 2021: Hugel – Morenita
- 2021: The Archer – Lonely Dream

### Samplerbeiträge
- 2014: Circu Phage auf Unity Vol. 6
- 2017: Isluga auf The Beatfreakers Vol. 1

## Auszeichnungen für Musikverkäufe
| Goldene Schallplatte - Dänemark - 2024: für die Single Give It To Me - Frankreich - 2024: für die Single Give It To Me | Platin-Schallplatte - Italien - 2024: für die Single Give It To Me - Spanien - 2024: für die Single Give It To Me 2× Platin-Schallplatte - Griechenland - 2024: für die Single Give It To Me |

Anmerkung: Auszeichnungen in Ländern aus den Charttabellen bzw. Chartboxen sind in ebendiesen zu finden.
| Land/RegionAuszeichnungen für Musikverkäufe (Land/Region, Auszeichnungen, Verkäufe, Quellen) | Gold     | Platin     | Verkäufe | Quellen             |
| -------------------------------------------------------------------------------------------- | -------- | ---------- | -------- | ------------------- |
| Dänemark (IFPI)                                                                              | Gold1    | —          | 45.000   | ifpi.dk             |
| Deutschland (BVMI)                                                                           | —        | Platin1    | 600.000  | musikindustrie.de   |
| Frankreich (SNEP)                                                                            | Gold1    | —          | 100.000  | snepmusique.com     |
| Griechenland (IFPI)                                                                          | —        | 2× Platin2 | 40.000   | Einzelnachweise     |
| Italien (FIMI)                                                                               | —        | Platin1    | 100.000  | fimi.it             |
| Österreich (IFPI)                                                                            | Gold1    | —          | 15.000   | ifpi.at             |
| Schweiz (IFPI)                                                                               | Gold1    | —          | 10.000   | hitparade.ch        |
| Spanien (Promusicae)                                                                         | —        | Platin1    | 60.000   | elportaldemusica.es |
| Vereinigtes Königreich (BPI)                                                                 | —        | Platin1    | 600.000  | bpi.co.uk           |
| Insgesamt                                                                                    | 4× Gold4 | 6× Platin6 |          |                     |